# Gymnázium pod Svatou Horou (Příbram)

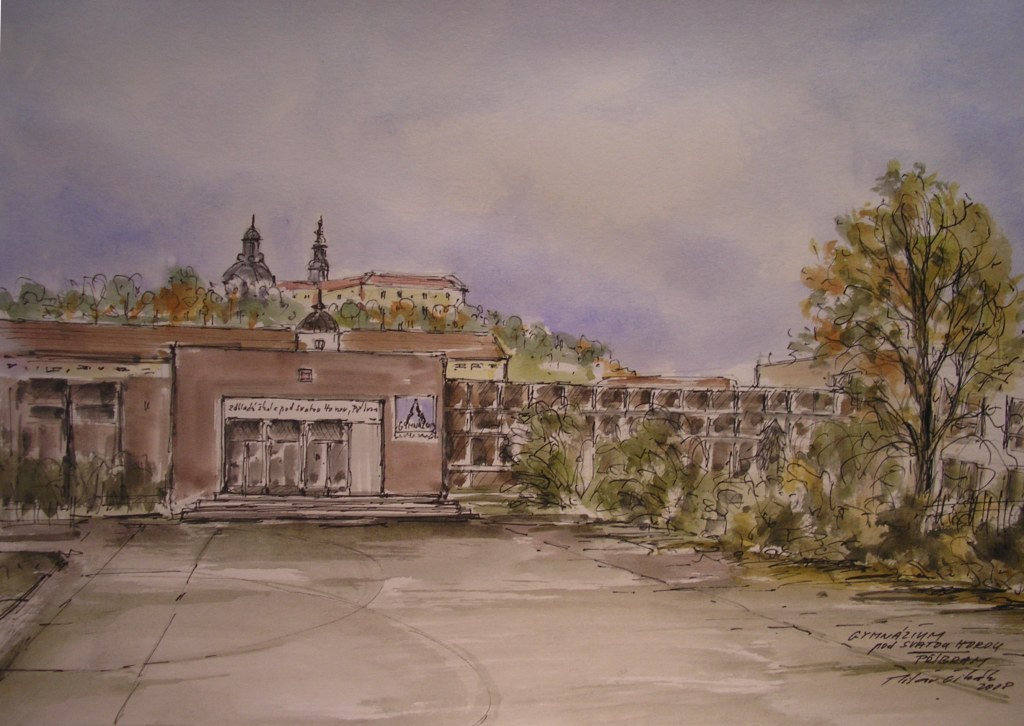
Kresba budovy Gymnázia pod Svatou Horou

Gymnázium pod Svatou Horou (GSHPB) bylo založeno jako příspěvková organizace MŠMT v roce 1992. Následně se od roku 2001 stal zřizovatelem školy Středočeský kraj. Samostatně působilo téměř 30 let až do září roku 2022, kdy došlo ke sloučení s Gymnáziem Příbram, které se tak stalo jedinou následnou institucí. O sloučení rozhodlo zastupitelstvo Středočeského kraje v březnu 2021.

## O gymnáziu
Gymnázium pod Svatou Horou bylo všeobecně vzdělávací školou se zvýšenou dotací hodin výuky cizích jazyků. Vzdělávací proces byl doplněn certifikovanou výukou vybraných všeobecně vzdělávacích předmětů (ZSV, ZEM, BIO) v cizím jazyce (uplatňování metody CLIL). Kapacita školy byla až 300 žáků. Po celou dobu své existence sídlilo v Balbínově ulici v Příbrami. Mezi otvírané obory patřily:
- šestiletý obor pro žáky ze sedmých tříd ZŠ
- čtyřletý obor pro žáky z devátých tříd

### Ocenění Gymnázium roku
V této anketě, která hodnotí kvalitu výuky, prostředí pro výuku a další parametry spojené se studiem na dané škole, bylo Gymnázium pod Svatou Horou studenty a absolventy opakovaně hodnoceno jako vysoce kvalitní. V rámci Středočeského kraje se mezi roky 2012–2019 opakovaně umisťovalo v první pětici gymnázií.

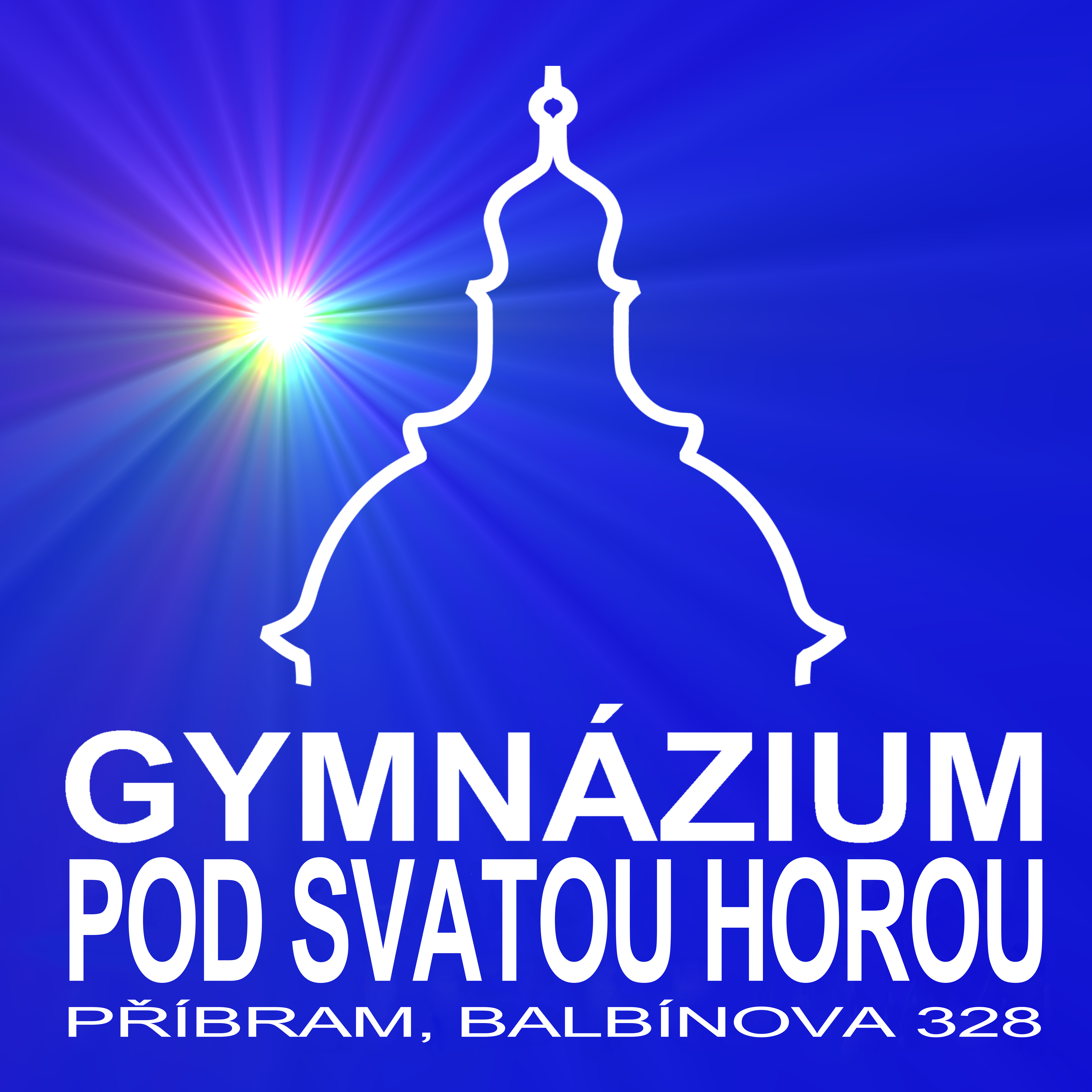
Logo Gymnázia pod Svatou Horou

### Školní aktivity
Mezi tradiční školní aktivity patřil adaptační kurz pro začínající gymnazisty, pro ostatní pak tematický pobyt v přírodě, lyžařský kurz, sportovní kurz a biologickozeměpisný kurz. Škola každoročně organizovala Den divadla, Den jazyků či Sportovní den. Gymnázium také spolupracovalo se zahraničními školami v rámci různých projektů, nejvíce v rámci programu Erasmus+.